# Albert van Ouwater
Albert van Ouwater (1410 ou 1415 - ca. 1475) foi um dos primeiros pintores da Holanda a trabalhar com óleo, logo após Jan van Eyck.
Provavelmente nasceu em Oudewater, e é mencionado por Karel van Mander (1604) como sendo um respeitável pintor em sua época. Suas obras mais importantes são o altar principal da igreja de Sint-Bavokerk, na cidade de Haarlem e A Ressurreição de Lázaro. Mander afirma que Van Ouwater foi o fundador da Escola de Haarlem, fazendo dele o primeiro grande pintor holandês (não flamengo). De acordo com Van Mander, a pintura de paisagens era a especialidade dessa escola holandesa, embora nenhuma das obras de Van Ouwater exiba essa tendência.
Foi professor Albert Simonsz, contemporâneo de Dirk Bouts e mestre de Geertgen tot Sint Jans. Outras obras suas estão no Metropolitan Museum of Art, em Nova York.